# Симплиций, Констант и Викториан

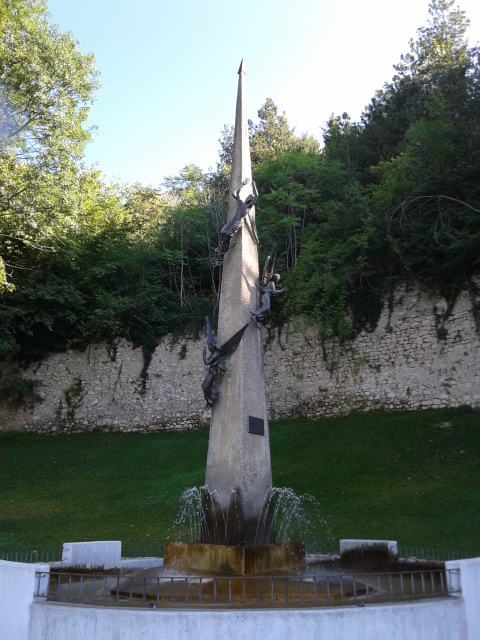
Челано: памятник трём святым мученикам.

Симплиций, Констант и Викториан — святые мученики. День памяти — 26 августа.
Согласно преданию, Симплиций, благородный господин, был родом из Бургундии. Его супруга Гауденция родила ему двух сыновей, Константа и Викториана. Во времена правления императора Антонина Пия святой Симплиций и его семейство обратились в Христианство, приняв крещение от святого Ианнуария . 
После крещения Гауденция с некоторыми женщинами покинула мир, чтобы вести святую жизнь. Святой Симплиций, в свою очередь, раздав все свое имущество бедным, вместе с двумя детьми отправлялся в путь, в сторону Далмации, чтобы проповедовать там Святое Евангелие. Между тем, в Бургундии они были схвачены по приказу императорского префекта Понтия, который подвергал христиан наказаниям и пыткам.
Святой Симплиций и его сыновья предстали перед его судом, где от них потребовали отречься от своей веры. В ответ на это узники  без страха исповедовали христианский догмат о Святой Троице. Все трое были избиты железными палками железа в присутствии префекта, но в конце пыток палачи, имевший опыт применения закона, упали на землю и внезапно умерли. Понтий, потрясённый этим событием, приказал бросить святых в темницу, где они увидели ангела, который показал им славу Рая.
На следующий день, префект, учитывая высокий социальный статус Симплиция, решил отправить его с детьми в Рим на суд императора. Согласно легенде, во время путешествия святые исцелили ребенка от слепоты. В Риме ни хотели посетить гробницы святых апостолов Петра и Павла, но стража запретила это. Однако Господь освободил их от уз, позволив совершить паломничество к гробницам с группой христиан. В результате паломничества разразилась борьба между христианами и язычниками, и язычники понесли много потерь. Трое святых были вновь схвачены и предстали в Марсике перед Антонином Пием.
В присутствии императора три святых отказались отречься от своей веры и были брошены в камеру, наполненную змеями и скорпионами, но они остались невредимыми благодаря заступничеству Ангела. Затем они были обречены на разрыв четырьмя обезумевшими телками, но эти животные отказались двигаться. Наконец, в девятом часу 26 августа 171 (или , по другим версиям — 159 года) они были обезглавлены в Челано, в месте под названием Aureum fontem ("золотые источники"). Согласно преданию, на этом месте открылся источник кристально чистой воды. Согласно автору Пассии, это произошло на месте будущего храма Сан-Джованни Веккьо в Челано. Источник в конечном итоге стал известен как S. Ioannis in capite acquae.
После смерти трех святых город потрясло землетрясение, и один из палачей обратился в христианство. Диакон по имени Флорентий, свидетель этого события, записал и передал весть об их смерти.

## Почитание
Доказательства почитания святых в районе Марсики относятся к XI веку, когда в 1057 году епископ Пандольф (Pandolphus) получил письмо от Стефана IX, папы Римского, с признанием подлинности мощей трех мучеников, которые были найдены под главным алтарем Сан-Джованни-Веккьо, в древности — коллегиальная церковь в Челано. Фридрих II разрушил город в 1222 году, изгнав всех жителей мужеского полу на Мальту и Сицилию. Когда город был восстановлен на холме Сан-Витторино, мощи были перенесены в часовню воздвигнутой там новой церкви 10 июня 1406 года, что привело к написанию вышеупомянутой Пассии.
Имена святых были внесены в Римский мартиролог 26 августа 1630 года.